# Strajk chłopski w Szamotułach (1937)
Strajk chłopski w Szamotułach − największy strajk chłopski w Wielkopolsce po ogólnopolskich wydarzeniach strajkowych w roku 1937. Organizatorem było Stronnictwo Ludowe. Objął głównie powiat szamotulski.
Strajk odbył się pod koniec roku 1937, po wcześniejszych szykanach chłopów z tego terenu, których nękano za uprawianie rzekomego terroru strajkowego (proces z 24 sierpnia 1937). Rolnicy odmówili dostaw mleka, protestując przeciwko sztucznie zaniżanym cenom płaconym przez mleczarnie. Doszło do starć z policją. Poturbowano także łamistrajków. Nie było ofiar śmiertelnych. Część chłopów została skazana na kilka miesięcy więzienia za zakłócanie porządku publicznego i napaść na osoby łamiące strajk.